# Hiperhomocisteïnèmia
La hiperhomocisteïnèmia és un trastorn caracteritzat per un nivell anormalment alt d'homocisteïna en sang, convencionalment per sobre de 15 mmol/L.
Com a conseqüència de les reaccions bioquímiques en què participa l'homocisteïna, les deficiències de vitamina B₆, àcid fòlic (vitamina B9), i la vitamina B₁₂ poden conduir a nivells elevats d'homocisteïna.
La hiperhomocisteïnèmia es tracta normalment administrant vitamina B6, vitamina B9 i vitamina B12. Malgrat això la suplementació amb aquestes vitamines, no canvien el risc de malaltia cardíaca, accident cerebrovascular o mort.